# Демсец, Гарольд
Гарольд Демсец (англ. Harold Demsetz, 31 мая 1930, Чикаго — 4 января 2019) — американский экономист.
Бакалавр (1953) Иллинойсского университета; магистр (1954) и доктор философии (1959) Северо-Западного университета. Преподавал в Мичиганском, Чикагском и Калифорнийском (Лос-Анджелес) университетах.
Основные направления исследований Демсеца: права собственности, экономика фирмы, проблемы монополии и конкуренции, антитрестовское законодательство.

## Основные произведения
- «Информация и эффективность: иная точка зрения» (Information and Efficiency: another viewpoint, 1969);
- «Промышленная структура, рыночное соперничество и государственная политика» (Industry Structure, Market Rivalry and Public Policy, 1973);
- «Экономическая теория фирмы: семь критических комментариев» (The Economics of the Firm: Seven Critical Commentaries, 1995).
- Алчян А., Демсец Г. Производство, стоимость информации и экономическая организация // Вехи экономической мысли — Том 5: Теория отраслевых рынков — Санкт-Петербург: Экономическая школа, 2003. — С. 280—317.
- Алчян А., Демсец Г. Парадигма прав собственности = The Property Right Paradigm Архивная копия от 5 апреля 2015 на Wayback Machine